# توماس سودربرغ
توماس سودربرغ (بالسويدية: Thomas Söderberg)‏ هو قسيس سويدي، ولد في 19 ديسمبر 1948 في ستوكهولم في السويد.